# Roques de García

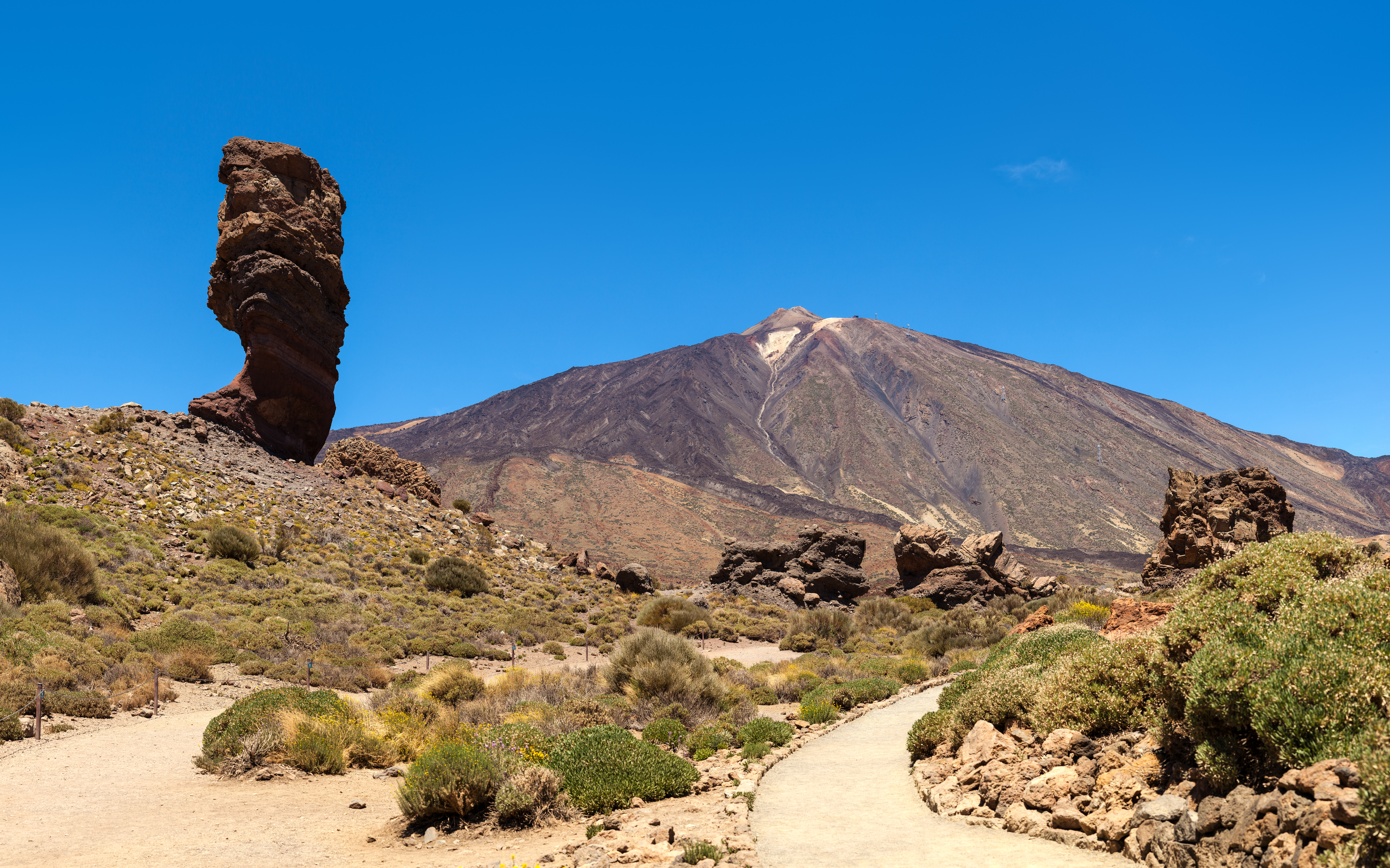
Roque Cinchado und Teide

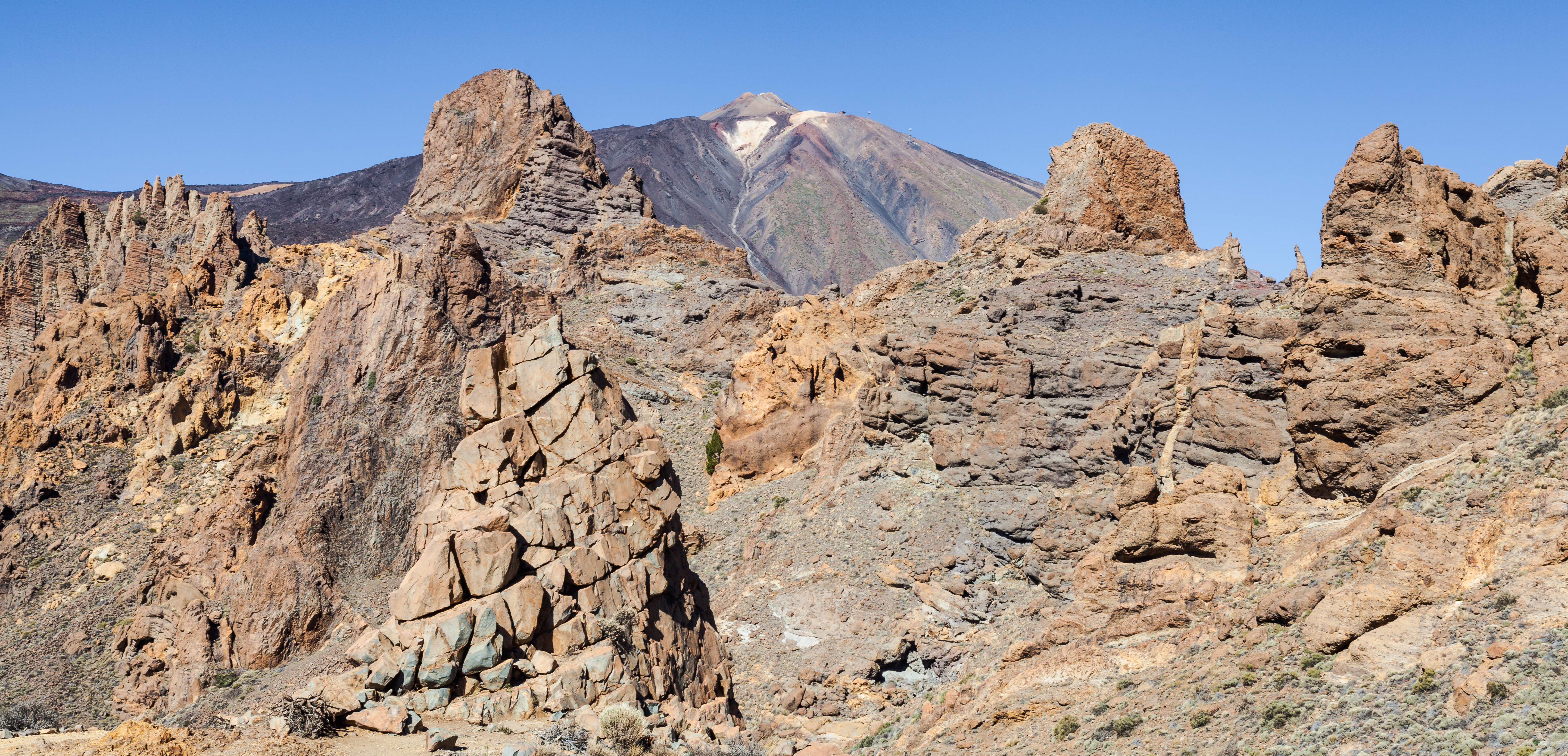
Roques de García

Die Roques de García sind eine Felsformation auf der spanischen Kanareninsel Teneriffa unterhalb des Vulkans Teide. Der bekannteste der bizarr geformten Türme aus vulkanischem Gestein ist der Roque Cinchado, der auch Steinerner Baum oder Finger Gottes genannt wird und als Wahrzeichen der Insel gilt.

## Lage und Umgebung
Die Felsformation liegt etwa fünf Kilometer südlich des Gipfels des Teide auf einer Höhe von etwa 2200 m am Rand der ausgedehnten Caldera Las Cañadas. Das Gebiet ist Bestandteil des Teide-Nationalparks (Parque Nacional del Teide). Die Felstürme erstrecken sich etwa 2 km in Nordwest-Südost-Richtung und werden als Grenze zwischen dem westlichen und dem östlichen Teil der Caldera betrachtet. Sie erreichen relative Höhen von bis zu 200 Metern (La Catedral). Einige benannte Felsen sind (von Nordwesten nach Südosten) die Roques Blancos, El Callejón, El Queso, Rincón Amarillo, Placas de Guillermo, Roque El Tripi, Macumba, Roque del Burro, Roque Méndez, Roque América, Roque Cinchado und Torrotito.  Die Felsen La Catedral und Roque Las Cuevos liegen der Hauptkette etwas südwestlich vorgelagert.

## Geologie

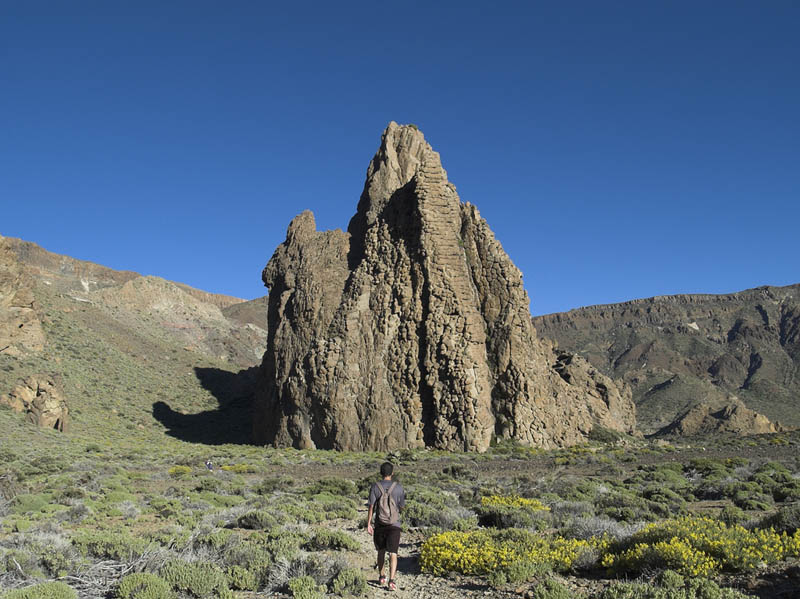
Der Felsen La Catedral wird von einem ehemaligen Vulkanschlot gebildet

Der geologische Aufbau der Felsen ist äußerst komplex und umfasst im Wesentlichen (von unten nach oben) Gesteine der Roques-de-García-Formation, der Los-Azulejos-Formation und der Ucanca-Formation. Hauptsächlich werden die Roques de García von pyroklastischen Sedimenten und Laven wie auch von klastischen Sedimenten wie Brekzien, Sandstein und Konglomeraten gebildet. An der Oberfläche sind auffällige Verwitterungsformen wie etwa Tafoni zu beobachten. Die Roques Blanques („weiße Felsen“) bestehen aus heller gefärbten Tuffen. Die Schichten sind von phonolithischen Dykes und Schloten durchdrungen. So wird beispielsweise der Felsen La Catedral von einem solchen Schlot gebildet.
Die Felsen der Roques de García reichen weit unter die Oberfläche des heutigen Kraterbodens hinab, der etwa 500 Meter über dem ehemaligen Calderaboden liegt und durch Ablagerungen (hauptsächlich Lava) auf die heutige Höhe angewachsen ist. Die Kette der Roques bildete eine Barriere für diese Ablagerungen, sodass die Ebene östlich der Felsen heute etwa 150 Meter höher liegt als westlich.
Die Entstehung der Caldera Las Cañadas ist umstritten. Einer häufigen Interpretation zufolge entstanden die Ebenen westlich und östlich der Roques durch Einbruch, wobei an der Überlappung der beiden Krater die Roques de García entstanden. Nach einer anderen Theorie handelt es sich um das Ergebnis eines großen Erdrutsches, dessen Schuttkegel die Roques de García bildete. Die relativ gleichförmige Schichtfolge spricht jedoch gegen diese Theorie. Das Alter des Gesteins wurde bislang auf etwa 1,4 bis 0,4 Ma geschätzt, neuere Erkenntnisse sprechen jedoch eher für 1,7 bis 1,4 Ma, also lange vor der Entstehung der heutigen Caldera. Neueren Theorien zufolge wurden die Gesteine der Roques damals innerhalb relativ kurzer Zeit in einer damaligen Vertiefung abgelagert und später durch Lavaschlote durchdrungen und hydrothermalen Veränderungsprozessen ausgesetzt.

## Tourismus

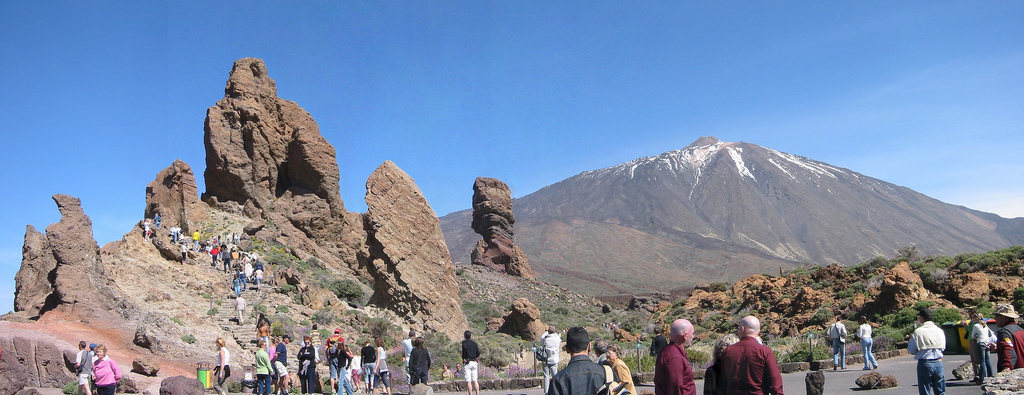
Touristen an den Roques de García

Die Felsen sind über eine Autostraße von La Orotava im Norden, Guía de Isora im Südwesten oder Vilaflor im Süden leicht zu erreichen. Die Straße führt zum südöstlichen Ende der Felskette, wo ein Parkplatz am Parador Nacional de las Cañadas den Ausgangspunkt für die Besichtigung bildet. Von dort können die Roques de García in einer Rundwanderung von etwa vier Kilometern umrundet werden.
Die Roques de García gelten als beliebtes Klettergebiet mit etwa 90 Routen. Der Felsen La Catedral gilt dabei als bedeutendstes Kletterziel. Auf seinen Gipfel führen Routen bis zur Schwierigkeit VII A1.
Das Bild des Roque Cinchado zierte die Rückseite der 1000-Peseten-Banknote Spaniens (Alte Serie 1982–1987).

## Weblinks

Roque Cinchado und Teide auf der 1000-Peseten-Note